# Schloss Peigarten

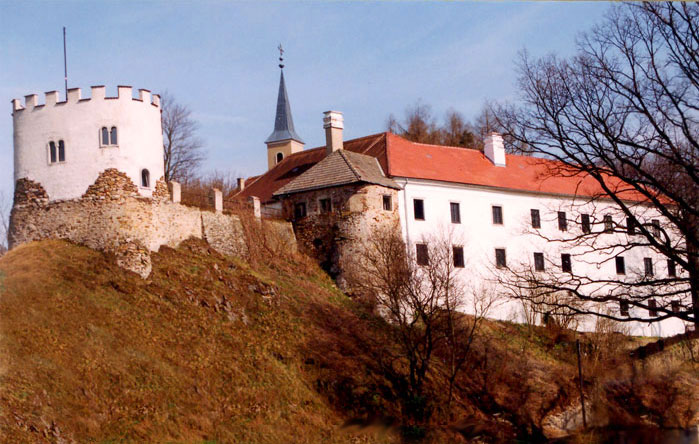
Schloss Peigarten

Schloss Peigarten liegt im nördlichen Waldviertel in der Gemeinde Thaya im Bezirk Waidhofen an der Thaya (Österreich).
Schloss Peigarten liegt auf einer vom Taxenbach umflossenen Felsnase am westlichen Eingang des Ortes Peigarten. Vom Bergfried aus überblickt man den Maierhof und das Dorf Peigarten.

## Geschichte
Die „Veste Peygarten“ geht auf die Zeit der Kolonisation des Gebietes im 11. Jahrhundert zurück. Die „Peygartner“ scheinen kurz nach Weihnachten des Jahres 1200 erstmals urkundlich auf. 1375 ist Burg Peigarten im Besitz des ritterlichen Geschlechts der Taxner. Weitere Schlossherren sind Heinrich von Neuhaus und Bernhard von Inpruck. 1644 erwirbt der Lilienfelder Abt Cornelius die Burg Peigarten, die zu einem Schloss mit Meierei, Schäferei, Taverne, Brauerei und Brandweinbrennerei ausgebaut wird. In dieser Zeit erlebt Schloss Peigarten seine Blütezeit. 1809 kauft Philipp Ferdinand Graf Grünne das Schloss und die Ländereien und vereinigt die Herrschaft Peigarten mit der benachbarten Herrschaft Dobersberg. Danach wechselt das Gut häufig seine Besitzer. Die Schriftstellerin Vicki Baum verbrachte ab 1893 zehn Jahre lang ihre Sommerferien in Schloss Peigarten. 1978 erwarben die Eheleute Martin und Ula Wolfer das Schloss Peigarten und begannen umfassende Renovierungsarbeiten. 1979 machte Martin Wolfer die Schlosskapelle der Öffentlichkeit wieder zugänglich. Seitdem findet jährlich ein traditioneller Martinigottesdienst in der Schlosskapelle statt, die Johannes dem Täufer geweiht ist. 1987 werden bei Renovierungsarbeiten in der Schlosskapelle romanische Fresken entdeckt.
Wolfer ist Großoffizier des St.-Lazarus-Ordens und stellte sein Schloss der Gruppe Waldviertel des St. Lazarus Hilfswerkes, die er 1979 gründete, als Stützpunkt zur Verfügung. Besichtigungen sind nur nach Voranmeldung möglich.

## Besitzer
- 1200 Die Peigartener
- 1375 Die Taxner
- 1460 Heinrich von Neuhaus
- 1481 Bernhard von Inpruck
- 1644 Stift Lilienfeld
- 1809 Grafen Grünne
- Seit 1978 Familie Wolfer